# Sibusiso Ngidi
Sibusiso Ngidi, né le 8 juillet 1986, est un céiste sud-africain pratiquant le slalom.

## Carrière
Il est médaillé de bronze en C1 aux Championnats d'Afrique de slalom 2009 à Cradock. 